# Erich Fellgiebel
Fritz Erich Fellgiebel (4 de octubre de 1886 - 4 de septiembre de 1944) fue un general alemán y miembro de la Resistencia al Tercer Reich.

## Carrera militar
Fellgiebel nació en Pöpelwitz (ahora Popowice, Polonia) cerca de Breslavia (ahora Wroclaw, Polonia), Baja Silesia. En septiembre de 1905 inició su carrera, uniéndose al Ejército Prusiano como cadete oficial en un batallón de transmisiones. Durante la Primera Guerra Mundial trabajó en el Estado mayor. Después de la guerra, fue destinado a Berlín como oficial de Estado Mayor. Su carrera como oficial fue ejemplar y en 1928 fue ascendido a Mayor.
En 1933 le llegó otra promoción, siendo ascendido a teniente coronel. Otras siguieron. En 1934 pasó a ser coronel y en 1938 mayor general. Ese mismo año fue nombrado Jefe de Transmisiones del Ejército y Jefe del Enlace de Comunicaciones con el Comando Supremo de la Wehrmacht (OKH). Fue ascendido en 1940 a general del batallón de transmisiones. Hitler no confiaba totalmente en Fellgiebel, lo consideraba demasiado independiente de pensamiento, pero su conocimiento era necesario.
A pesar de las sospechas de Hitler, Fellgiebel, como jefe de los servicios de transmisiones, tuvo acceso a todos los secretos militares del Reich, incluido el trabajo con cohetes de Wernher von Braun en Peenemünde. Fellgiebel fue oficial de transmisiones de Wolfsschanze en 1944 y oficial de enlace de los conspiradores. Fue compañero de armas de Heinz Guderian e ideó su sistema de telecomunicaciones en el Panzergruppe.

## Actividades de Resistencia
Gracias a su familiaridad con el Coronel General Ludwig Beck, que fue su superior, y con el Coronel General Franz Halder, el sucesor de Beck, Fellgiebel entró en contacto con los círculos militares de la resistencia a Hitler. Fellgiebel tuvo una involucración significativa en la preparación del atentado del 20 de julio al estar a cargo del centro de comunicaciones de Wolfsschanze y trató fallidamente de cortar, durante el día del atentado, las telecomunicaciones del cuartel general de Hitler. Cuando se hizo evidente el fracaso del golpe, Fellgiebel tuvo que anular el apagón que había preparado.
Quizá el acto más famoso de Fellgiebel durante aquel día del 20 de julio fue su informe telefónico al resto de los conspiradores cuando descubrió que Hitler había sobrevivido a la bomba puesta por Stauffenberg:

"Etwas Schreckliches ist passiert! Der Führer lebt!" ("¡Algo horrible ha pasado! ¡El Führer vive!).

## Juicio y muerte
El día del atentado, Fellgiebel fue arrestado en la Guarida del Lobo, en Prusia oriental. Se presentaron cargos en el Volksgerichtshof, donde el 10 de agosto de 1944 fue encontrado culpable por el infame juez Roland Freisler y sentenciado a una espantosa muerte por ahorcamiento mediante suspensión lenta con cuerda de piano en gancho de carnicero.
El 4 de septiembre de 1944, Fellgiebel fue ejecutado en la prisión de Plöntzensee en Berlín. Su familia fue arrestada y enviada a diferentes prisiones de las SS.  Gracias a la gestión de Heinz Guderian y otros altos mandos de la Wehrmacht pudieron ser liberados.
Los barracones de la Bundeswehr en Pöcking-Maxhof se llaman en su honor General Fellgiebel Kaserne.

## Filmografía
- El actor Eddie Izzard interpreta a Fellgiebel en la película de 2008 de Bryan Singer Valkyrie.

- Vernon Dobtcheff encarna a Fellgiebel en el telefilme The Plot to Kill Hitler.

## Literatura
- Macksey, Kenneth: Without Enigma : the Ultra & Fellgiebel riddles. - Shepperton : Allan, 2000. - ISBN 0-7110-2766-8
- Wildhagen, Karl Heinz (Hrsg.): Erich Fellgiebel, Meister operativer Nachrichtenverbindungen. - Wenningsen : Selbstverl., 1970